# حياكة (المالكية)
حياكة قرية سورية تتبع ناحية المعبدة في منطقة المالكية التابعة لمحافظة الحسكة في أقصى شمال شرق سورية. تقع على بعد 11 كم غرب مدينة المالكية و3 كم جنوب الحدود التركية. تقع على الطرف الشمالي الغربي لسد المالكية (سد نهر السفان) أحد روافد نهر دجلة في سورية الذي يحتجز خلفه بحيرة تسمى بحيرة حياكة. حاليا البحيرة ومجرى النهر محمية طبيعية.